# Ḩājjī Aḩmad
Ḩājjī Aḩmad (persiska: حاجّ اَحمَد كَندی, حاجی احمد, Ḩājj Aḩmad Kandī) är en ort i Iran.   Den ligger i provinsen Ardabil, i den nordvästra delen av landet, 500 km nordväst om huvudstaden Teheran. Ḩājjī Aḩmad ligger 812 meter över havet och antalet invånare är 110.
Terrängen runt Ḩājjī Aḩmad är huvudsakligen kuperad, men den allra närmaste omgivningen är platt. Terrängen runt Ḩājjī Aḩmad sluttar norrut.Runt Ḩājjī Aḩmad är det ganska tätbefolkat, med 58 invånare per kvadratkilometer. Närmaste större samhälle är Germī, 12,3 km öster om Ḩājjī Aḩmad. Trakten runt Ḩājjī Aḩmad består till största delen av jordbruksmark.